# Adolescență coruptă
Adolescență coruptă (în engleză Adolescence) este un miniserial⁠(d) de ficțiune psihologică din 2025, care povestește cum este tulburată viața unei familii când tânărul de 13 ani, Jamie Miller (Owen Cooper) este arestat pentru uciderea unei adolescente care frecventează aceeași școală ca el. Stephen Graham îl interpretează pe Eddie Miller, tatăl lui Jamie și un „adult cuviincios”. Ashley Walters joacă rolul detectivului-inspector Luke Bascombe, iar Erin Doherty o interpretează pe Briony Ariston, psihologul clinician care se ocupă de cazul lui Jamie.

## Distribuție
- Stephen Graham (ca Eddie Miller)
- Owen Cooper (ca Jamie Miller)
- Ashley Walters (în rolul directorului Luke Bascombe)
- Erin Doherty (ca Briony Ariston)
- Faye Marsay (ca DS Misha Frank)
- Christine Tremarco (ca Manda Miller)
- Mark Stanley (ca Paul Barlow)
- Kaine Davis (ca Ryan Kowalska)
- Jo Hartley (în rolul doamnei Fenumore)
- Amélie Pease (ca Lisa Miller)
- Fatima Bojang (ca Jade)
- Austin Haynes (ca Fredo)
- Lil Charva (ca Moray)
- Elodie Grace Walker (ca Georgie)
- Emilia Holliday (ca Katie Leonard)

## Debut
Debutul acestui film a fost la 13 martie 2025 iar distribuitorul a fost platforma de streaming Netflix. Imediat, acest film a devenit popular și a devenit cel mai vizionat film din Regatul Unit, întrecând serialul Fool Me Once de pe platformă.

## Asocieri
Serialul Adolescence a devenit imediat o asociere cu ceea ce se întâmplă în viața reală. Numele lui Andrew Tate, este prima influență a acestui serial, numele acestuia apărând în episodul 2. Poliția, încercând să afle, de ce autorul crimei a recurs la acest gest, un elev din școală i-a arătat băiatului, semnificația emoji-urilor primite pe Instagram, iar acest lucru l-a determinat pe băiat să recurgă la acest gest.
Elon Musk a distribuit pe platforma X, o teorie falsă potrivit căreia producția ar fi bazată pe atacul din Southport, modificând intenționat rasa criminalului.